# Mutakkil-Nusku
Mutakkil-Nusku («Al que Musku dota de confianza»), fue un monarca asirio de reinado fugaz (en el 1133 a. C.), en un período de decadencia. A la muerte de su padre, Ashur-Dan I, se rebeló contra su hermano, Ninurta-Tukulti-Ashur, que había heredado el trono, y se lo arrebató, tras una guerra civil, en la que se enfrenaron las provincias contra el centro del reino.
Aparece en al Lista de reyes de Khorsabad, que dice que «Mutakkil-Nusku, hermano de Ninurta-tukultī-Aššur, luchó contra él. Le llevó a Karduniash (Babilonia)». Evidencia contemporánea sugiere que Ninurta-tukultī-Aššur buscó refugio en la ciudad fronteriza de Sišil, donde las fuerzas de Mutakkil-Nusku se le enfrentaron en una batalla, cuyo resultado se ha perdido.
Poco después de expulsar a su hermano, falleció, siendo sucedido por su hijo Ashur-resh-ishi I.